# Plebejus cretaceus
Plebejus cretaceus är en fjärilsart som beskrevs av Tutt 1909. Plebejus cretaceus ingår i släktet Plebejus och familjen juvelvingar. Inga underarter finns listade i Catalogue of Life.